# Andrea Novelli
Andrea Novelli (... – 13 maggio 1521) è stato un vescovo cattolico italiano.

## Biografia
Il 6 febbraio 1483 papa Sisto IV lo nominò vescovo di Alba.
Durante il suo episcopato promosse il rifacimento della cattedrale di Alba, che versava in cattive condizioni. La ricostruzione fu compiuta tra il 1486 e il 1517. Parimenti, fece riedificare, tra il 1506 e il 1513, il palazzo vescovile.
Morì il 13 maggio 1521.

## Successione apostolica
La successione apostolica è:
- Cardinale Giovanni Stefano Ferrero (1500)